# 小行星6723
小行星6723（6723 Chrisclark）是一颗绕太阳运转的小行星，为主小行星带小行星。该小行星于1991年2月14日发现。

## 轨道参数
小行星6723的轨道半长轴为3.1959474 UA，离心率为0.144。